# Živjeti iznad tebe barem dan
»Živjeti iznad tebe barem dan« je skladba in drugi single glasbene skupine Boomerang. Single je bil izdan leta 1979 pri založbi PGP RTB. Avtor glasbe je Zlati Klun, avtor besedil pa Drago Mislej.

## Seznam skladb
| A stran | A stran                                                  | A stran |
| Št.     | Naslov                                                   | Dolžina |
| ------- | -------------------------------------------------------- | ------- |
| 1.      | „Živjeti iznad tebe barem dan‟ (Zlati Klun/Drago Mislej) | 4:36    |

| B stran | B stran                            | B stran |
| Št.     | Naslov                             | Dolžina |
| ------- | ---------------------------------- | ------- |
| 1.      | „Bicikl‟ (Goran Tavčar/Zlati Klun) | 6:17    |

## Zasedba
- Zlati Klun – tolkala, vokal
- Goran Tavčar – kitara
- Jadran Ogrin – bas kitara
- Boris Tenčič – kitara, flavta
- Dario Vatovac – bobni